# Prima Categoria Piemonte-Valle d'Aosta 1967-1968
Il campionato di calcio di Prima Categoria 1967-1968 è stato il V livello del campionato italiano. A carattere regionale, fu l'ottavo campionato dilettantistico con questo nome dopo la riforma voluta da Zauli del 1958.
Questi sono i gironi organizzati per le regioni Piemonte e Valle d'Aosta dal Comitato Regionale Piemontese.
Comitato Regionale Piemontese, Via Volta 3 - Torino, telefono 534.114.
- Presidente - Felice Trentin
- Segretario - Paolo Mele
- Componenti - Gaudenzio Balossini, Enrico Barrera, Giuseppe Bertolotti, Achille Fino, Giuseppe Galli.
- Giudice Sportivo - Achille Ronco (sostituto: Giovanni Di Rosa).
- Commissario Tecnico Regionale - Gaspare Tallia.

Comitati Provinciali e Locali: Alessandria, Aosta, Asti, Biella, Cuneo, Novara, Torino e Vercelli.

## Novità
Nella stagione 1968-1969 fu giocato in Piemonte il campionato di Promozione a girone unico, perciò questo campionato servì quale qualificazione.
Promosse in Serie D le prime classificate di ogni girone, al nuovo campionato di Promozione previsto a 16 squadre si qualificavano le squadre classificate dal 2º al 9º posto di ogni girone. Tutte le altre squadre andarono a comporre il nuovo campionato di Prima Categoria strutturato su 3 gironi di 16 squadre.

## Girone A

### Squadre partecipanti
| Squadra                  | Città (provincia)    | Stagione precedente |
| ------------------------ | -------------------- | ------------------- |
| U.S. Aosta               | Aosta                |                     |
| A.S. Arona               | Arona (NO)           |                     |
| A.S. Borgosesia          | Borgosesia (VC)      |                     |
| U.P. Cigliano            | Cigliano (VC)        |                     |
| U.S.I. Grignasco         | Grignasco (NO)       |                     |
| U.S. Inox Neo Baveno     | Baveno (NO)          |                     |
| U.S. Juventus Domo       | Domodossola (NO)     |                     |
| Oleggio Sportiva         | Oleggio (NO)         |                     |
| U.S. Ponzone             | Trivero (VC)         |                     |
| U.S. Santhià             | Santhià (VC)         |                     |
| G.S. S.N.I.A. Viscosa    | Venaria Reale (TO)   |                     |
| Stresa Sportiva          | Stresa (NO)          |                     |
| A.S. Sunese              | Suno (NO)            |                     |
| ?.?. Vetta San Lorenzo   | Gravellona Toce (NO) |                     |
| A.S. Virtus Villadossola | Villadossola (NO)    |                     |
| G.S. Virtus Volpiano     | Volpiano (TO)        |                     |

### Classifica finale
|  | Pos. | Squadra             | Pt  | G   | V   | N   | P   | GF  | GS  | DR  |
|  | ---- | ------------------- | --- | --- | --- | --- | --- | --- | --- | --- |
|  | 1.   | Borgosesia          | 44  | 30  | 18  | 8   | 4   | 51  | 20  | +31 |
|  | 2.   | Sunese              | 41  | 30  | 17  | 7   | 6   | 49  | 22  | +27 |
|  | 3.   | Aosta               | 39  | 30  | 17  | 5   | 8   | 50  | 25  | +25 |
|  | 3.   | Santhià             | 39  | 30  | 17  | 5   | 8   | 52  | 32  | +20 |
|  | 5.   | Arona               | 34  | 30  | 14  | 6   | 10  | 50  | 32  | +18 |
|  | 5.   | Virtus Villadossola | 34  | 30  | 12  | 10  | 8   | 44  | 32  | +12 |
|  | 7.   | Oleggio             | 33  | 30  | 15  | 3   | 12  | 37  | 33  | +4  |
|  | 8.   | Inox Neo Baveno     | 32  | 30  | 12  | 8   | 10  | 34  | 30  | +4  |
|  | 8.   | Grignasco           | 32  | 30  | 12  | 8   | 10  | 33  | 34  | -1  |
|  | 10.  | Stresa              | 31  | 30  | 12  | 7   | 11  | 29  | 33  | -4  |
|  | 11.  | Ponzone             | 29  | 30  | 11  | 7   | 12  | 40  | 37  | +3  |
|  | 12.  | Juventus Domo       | 26  | 30  | 8   | 10  | 12  | 30  | 42  | -12 |
|  | 13.  | Virtus Volpiano     | 19  | 30  | 8   | 3   | 19  | 35  | 55  | -20 |
|  | 14.  | Cigliano            | 17  | 30  | 4   | 9   | 17  | 24  | 51  | -27 |
|  | 15.  | Vetta San Lorenzo   | 16  | 30  | 5   | 6   | 19  | 19  | 50  | -31 |
|  | 16.  | S.N.I.A. Viscosa    | 12  | 30  | 3   | 6   | 21  | 22  | 75  | -53 |
|  |      |                     | 478 | 480 | 185 | 108 | 187 | 599 | 603 | 0   |

Legenda:'
      Ammesso alle finali regionali.
      Ammesso alla nuova Promozione.
      Retrocesso in Prima Categoria.
Regolamento:
Due punti a vittoria, uno a pareggio, zero a sconfitta.
Pari merito in caso di pari punti.

## Girone B

### Squadre partecipanti
| Squadra                         | Città (provincia)          | Stagione precedente |
| ------------------------------- | -------------------------- | ------------------- |
| Acqui Sportiva                  | Acqui Terme (AL)           |                     |
| U.S. Albese                     | Alba (CN)                  |                     |
| A.S. Canelli                    | Canelli (AT)               |                     |
| A.S. Carassonese                | Carassone di Mondovì (CN)  |                     |
| Pol. Carletto Michelis          | Busca (CN)                 |                     |
| U.S. Cassine                    | Cassine (AL)               |                     |
| A.C. Cenisia                    | Torino                     |                     |
| A.C. Chieri                     | Chieri (TO)                |                     |
| A.C. Cinzano                    | Santa Vittoria d'Alba (CN) |                     |
| C.S. Ciriè                      | Cirié (TO)                 |                     |
| G.S. Ex Alunni Istituto Sociale | Torino                     |                     |
| U.S. Novese Velluti Dellepiane  | Novi Ligure (AL)           |                     |
| Pinerolo F.C.                   | Pinerolo (TO)              |                     |
| U.S. Susa                       | Susa (TO)                  |                     |
| U.S. Saviglianese               | Savigliano (CN)            |                     |
| U.S. Valenzana                  | Valenza (AL)               |                     |

### Classifica finale
|  | Pos. | Squadra               | Pt  | G   | V   | N   | P   | GF  | GS  | DR  |
|  | ---- | --------------------- | --- | --- | --- | --- | --- | --- | --- | --- |
|  | 1.   | Canelli               | 43  | 30  | 17  | 9   | 4   | 50  | 23  | +27 |
|  | 2.   | Cinzano               | 40  | 30  | 17  | 6   | 7   | 37  | 22  | +15 |
|  | 3.   | Chieri                | 35  | 30  | 15  | 5   | 10  | 40  | 32  | +8  |
|  | 3.   | Carletto Michelis     | 35  | 30  | 11  | 13  | 6   | 34  | 29  | +5  |
|  | 5.   | Ciriè                 | 34  | 30  | 12  | 10  | 8   | 56  | 48  | +8  |
|  | 6.   | Ex Alunni Ist.Sociale | 31  | 30  | 12  | 7   | 11  | 43  | 32  | +11 |
|  | 6.   | Cassine               | 31  | 30  | 10  | 11  | 9   | 38  | 32  | +6  |
|  | 8.   | Valenzana             | 30  | 30  | 11  | 8   | 11  | 41  | 29  | +12 |
|  | 8.   | Novese                | 30  | 30  | 12  | 6   | 12  | 33  | 34  | -1  |
|  | 8.   | Susa                  | 30  | 30  | 12  | 6   | 12  | 36  | 37  | -1  |
|  | 8.   | Pinerolo              | 30  | 30  | 11  | 8   | 11  | 34  | 36  | -2  |
|  | 12.  | Acqui                 | 28  | 30  | 8   | 12  | 10  | 37  | 34  | +3  |
|  | 12.  | Carassonese           | 28  | 30  | 9   | 10  | 11  | 37  | 42  | -5  |
|  | 14.  | Saviglianese          | 26  | 30  | 7   | 12  | 11  | 31  | 40  | -9  |
|  | 15.  | Albese                | 21  | 30  | 5   | 11  | 14  | 34  | 48  | -14 |
|  | 16.  | Cenisia               | 8   | 30  | 1   | 6   | 23  | 25  | 88  | -63 |
|  |      |                       | 480 | 480 | 170 | 140 | 170 | 606 | 606 | 0   |

Legenda:
      Ammesso alle finali regionali.
      Ammesso alla nuova Promozione.
  Va agli spareggi promozione/retrocessione.
      Retrocesso in Prima Categoria.
Regolamento:
Due punti a vittoria, uno a pareggio, zero a sconfitta.
Pari merito in caso di pari punti.

### Spareggi retrocessione/ammissione alla Promozione

#### Classifica finale
|  | Pos. | Squadra   | Pt | G | V | N | P | GF | GS | DR |
|  | ---- | --------- | -- | - | - | - | - | -- | -- | -- |
|  | 1.   | Novese    | 4  | 3 | 2 | 0 | 1 | 8  | 5  | +3 |
|  | 1.   | Valenzana | 4  | 3 | 1 | 2 | 0 | 5  | 4  | +1 |
|  | 3.   | Pinerolo  | 3  | 3 | 1 | 1 | 1 | 5  | 4  | +1 |
|  | 4.   | Susa      | 1  | 3 | 0 | 1 | 2 | 1  | 6  | -5 |

Legenda:
      Ammesso alla nuova Promozione.
      Retrocesso in Prima Categoria.
Regolamento:
Due punti a vittoria, uno a pareggio, zero a sconfitta.
Pari merito in caso di pari punti.

#### Calendario
|           | Risultati |          | Luogo e data              |
| --------- | --------- | -------- | ------------------------- |
| Novese    | 3 - 2     | Pinerolo | Alba, 9 giugno 1968       |
| Valenzana | 1 - 1     | Susa     | Chivasso, 9 giugno 1968   |
|           |           |          |                           |
| Valenzana | 3 - 2     | Novese   | Tortona, 16 giugno 1968   |
| Pinerolo  | 2 - 0     | Susa     | Alpignano, 16 giugno 1968 |
|           |           |          |                           |
| Valenzana | 1 - 1     | Pinerolo | Chieri, 23 giugno 1968    |
| Novese    | 3 - 0     | Susa     | Asti, 23 giugno 1968      |
|           |           |          |                           |

## Finali per il titolo regionale
|            | Risultati |            | Luogo e data              |
| ---------- | --------- | ---------- | ------------------------- |
| Borgosesia | 2 - 4     | Canelli    | Borgosesia, 9 giugno 1968 |
| Canelli    | 5 - 1     | Borgosesia | Canelli, 16 giugno 1968   |
|            |           |            |                           |

### Giornali
- Archivio della Gazzetta dello Sport, anni 1966 e 1967, consultabile presso le Biblioteche:
  - Biblioteca Nazionale Braidense di Milano;
  - Biblioteca Nazionale Centrale di Firenze;
  - Biblioteca Nazionale Centrale di Roma;
  - Biblioteca Civica Berio di Genova;
  - e presso Emeroteca del C.O.N.I. di Roma (non è online ma è da consultare in sede).
- La Stampa di Torino, archivio del quotidiano consultabile online (ricerca libera oppure per data).

### Libri
- Annuario F.I.G.C. 1966-1967, Roma (1967) conservato presso tutti i Comitati Regionali F.I.G.C.-L.N.D., la Lega Nazionale Professionisti e la Biblioteca Nazionale Centrale di Firenze.

### Libri di società sportive
- Pier Giorgio Maggiora, Storia della Unione Sportiva Valenzana.